# Фалафель
Фала́фель (араб. فلافل, івр. פָלָאפֶל)  — страва близькосхідної кухні, що являє собою смажені на олії невеликі котлетки з меленого нуту (або кінських бобів). Часто фалафель споживається загорнутим у піту разом з маринованими овочами та приправленим гострим соусом або кунжутною пастою (тахіні).

## Історія
За найпопулярнішою гіпотезою, фалафель першими почав готувати єгипетський народ коптів як заміну м'ясу під час християнського Великого посту. А вже потім, через портове місто Александрію, страва поширилася до Леванту.
За іншими припущеннями, фалафель виник ще у Стародавньому Єгипті або на Індійському субконтиненті.